# Campoo de Enmedio

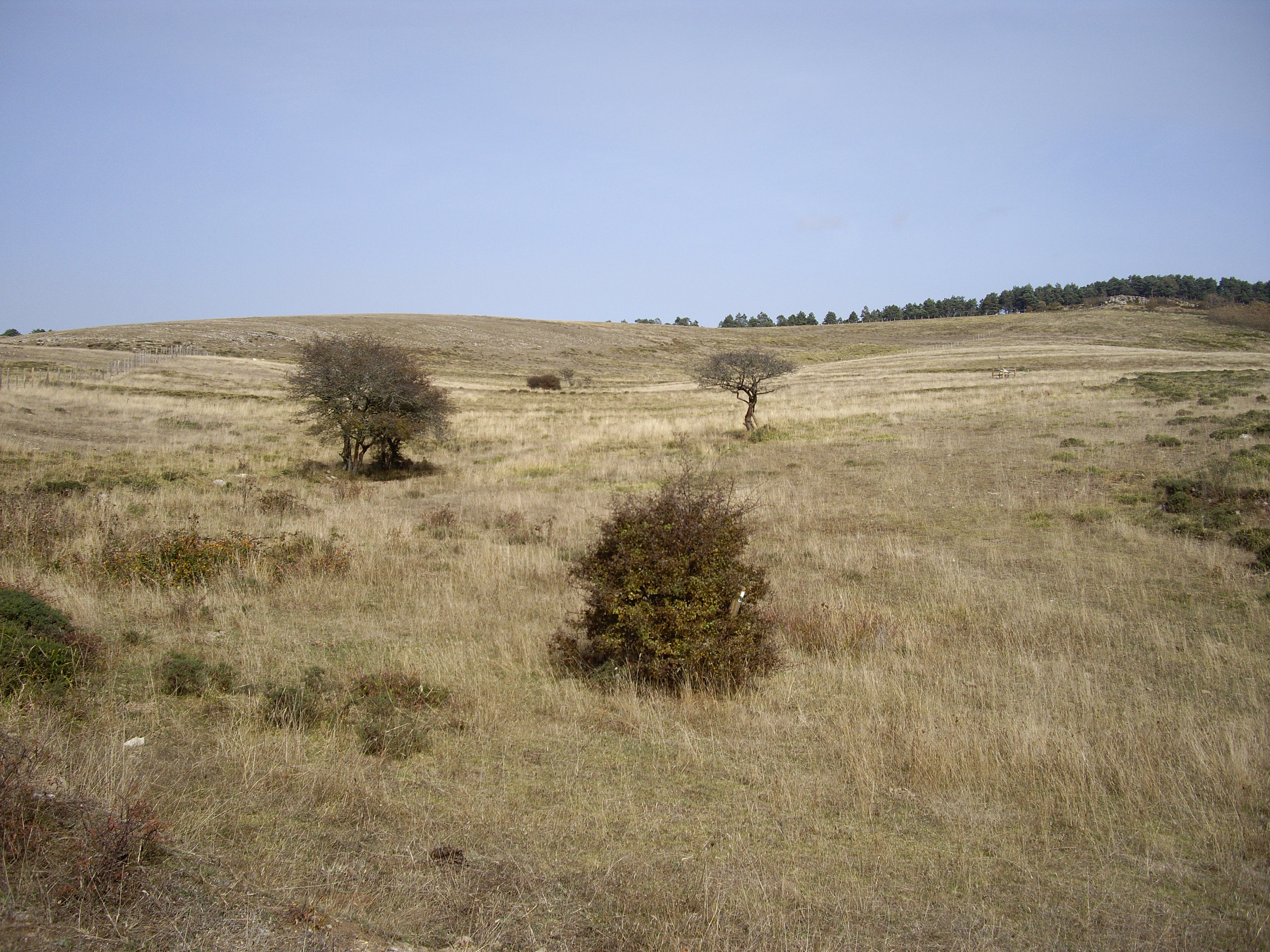
Paisaje de Campoo de Enmedio, zona de La Mayuela, en el recorrido de la ruta de Celada Marlantes a Retortillo

Campoo de Enmedio es un municipio situado en la comunidad autónoma de Cantabria (España), en la comarca de Campoo-Los Valles. Sus límites son: al norte con Santiurde de Reinosa, al este con Campoo de Yuso y Las Rozas de Valdearroyo, al oeste con Hermandad de Campoo de Suso, al sur con Valdeprado del Río y Valdeolea y, rodea completamente al municipio de Reinosa. Su término está cruzado por los ríos Híjar y Ebro.
Tradicionalmente, las actividades económicas del municipio han sido las del sector primario: agricultura y ganadería, pero gracias al núcleo industrial de Reinosa y al turismo que frecuenta la comarca, la actividad se ha desplazado hacia los sectores secundario y de servicios.
Campoo de Enmedio destaca por su patrimonio artístico y natural, en primer lugar tres buenos ejemplos son los castros cántabros, las ruinas romanas de Juliobriga y la Colegiata de San Pedro de Cervatos del período románico. En cuanto a patrimonio natural destaca el Embalse del Ebro, con toda su flora y fauna, del cual es ribereño Campoo de Enmedio.

## Toponimia
En febrero de 1996 y según acuerdo del pleno municipal celebrado el 27 de diciembre de 1994, se adoptó la denominación de Campoo de Enmedio en sustitución de la anterior, Enmedio. Este cambio tiene su origen en la existencia durante la Edad Media de la Hermandad de Enmedio que a su vez formaba parte de la Merindad de Campoo.

## Geografía
| Noroeste: Hermandad de Campoo de Suso | Norte: Santiurde de Reinosa | Nordeste: Campoo de Yuso       |
| Oeste: Hermandad de Campoo de Suso    |                             | Este: Las Rozas de Valdearroyo |
| Suroeste: Valdeolea                   | Sur: Valdeolea              | Sureste: Valdeprado del Río    |

Este municipio rodea totalmente al término municipal de Reinosa.

### Clima
El territorio municipal se ubica en la región climática de la Ibéria Verde de clima Europeo Occidental, clasificada también como clima templado húmedo de verano fresco del tipo Cfb según la clasificación climática de Köppen.
Los principales rasgos del municipio a nivel general son unos inviernos suaves y veranos frescos, sin cambios bruscos estacionales, con temperatura media es inferior a diez grados. El aire es húmedo con abundante nubosidad y las precipitaciones están presentes en todas las estaciones del año con escasos valores excepcionales a lo largo del año.
La temperatura media de la región ha aumentado en los últimos cincuenta años 0,6 grados, mientras que las precipitaciones ha experimentado un descenso del diez por ciento. Cada uno de los años de la serie 1981-2010 fueron claramente más secos y cálidos que los de la serie 1951-1980. Y todo indica que las fluctuaciones intra-estacionales del régimen termo-pluviométrico fueron más intensas durante el periodo 1981-2010.

## Patrimonio
Cuatro son los bienes de interés cultural de este municipio:
- Colegiata de San Pedro, en Cervatos, monumento.
- Iglesia de Santa María, en Retortillo, monumento.
- Ciudad romana de Julióbriga, en Retortillo, zona arqueológica.
- Castro de Las Rabas, en Celada Marlantes, zona arqueológica.

## Demografía
Campoo de Enmedio cuenta con una población de 3736 habitantes (INE 2024).
| Gráfica de evolución demográfica de Campoo de Enmedio entre 1842 y 2021 |
| |
| Población de derecho según los censos de población del INE Población de hecho según los censos de población del INEEn estos censos se denominaba Enmedio: 1842, 1857, 1860, 1877, 1887, 1897, 1900, 1910, 1920, 1930, 1940, 1950, 1960, 1970, 1981 y 1991. |

La población total del municipio roza los 4000 habitantes, lo que lo convierte en el municipio de la comarca de Campoo-Los Valles más poblado, solo por detrás de Reinosa. Precisamente la mayor parte de la población se asienta en torno a Reinosa, en localidades como Matamorosa y Nestares. El resto de pueblos son mucho más pequeños y se observa una tendencia por la cual los pueblos menos poblados son precisamente los más alejados del citado núcleo urbano.

## Administración y política

### Gobierno municipal
Pedro Manuel Martínez García es el actual alcalde del municipio. 
| Partido político                         | 2023  | 2023  | 2023       | 2019  | 2019  | 2019       | 2015  | 2015  | 2015       | 2011  | 2011  | 2011       | 2007  | 2007  | 2007       | 2003  | 2003  | 2003       |
| Partido político                         | Votos | %     | Concejales | Votos | %     | Concejales | Votos | %     | Concejales | Votos | %     | Concejales | Votos | %     | Concejales | Votos | %     | Concejales |
| Partido Popular (PP)                     | 1500  | 63,99 | 8          | 1470  | 61,07 | 7          | 1495  | 62,84 | 8          | 1304  | 51,10 | 6          | 962   | 35,74 | 4          | 708   | 25,01 | 3          |
| Partido Socialista Obrero Español (PSOE) | 376   | 16,04 | 2          | 636   | 26,42 | 3          | 318   | 13,37 | 1          | 745   | 29,19 | 3          | 1072  | 39,82 | 5          | 1439  | 50,83 | 6          |
| Partido Regionalista de Cantabria (PRC)  | 287   | 12,24 | 1          | 273   | 11,34 | 1          | 484   | 20,34 | 2          | 436   | 17,08 | 2          | 434   | 16,12 | 2          | 365   | 12,89 | 1          |
| Izquierda Unida (IU)                     | —     | —     | —          | —     | —     | —          | —     | —     | —          | —     | —     | —          | 174   | 6,46  | 0          | 249   | 8,80  | 1          |

### Organización territorial
Los 3757 habitantes (2017) de Campoo de Enmedio se distribuyen en:
- Aldueso, 16 hab.
- Aradillos, 31 hab.
- Bolmir, 227 hab.
- Cañeda, 106 hab.
- Celada Marlantes, 32 hab.
- Cervatos, 60 hab., distribuidos en los barrios de San Pedro (59 hab.) y Sopeña (1 hab.).
- Fombellida, 18 hab.
- Fontecha, 32 hab.
- Fresno del Río, 178 hab.
- Horna de Ebro, 47 hab. de los que 21 están en el barrio de Sierra.
- Matamorosa (Capital), 1514 hab.
- Morancas, 3 hab.
- Nestares, 1062 hab.
- Requejo, 319 hab.
- Retortillo, 102 hab., de los que 23 están en el barrio de Quintanilla y 18 en el de Villafría.
- Villaescusa, 55 hab.